# Cneoglossa
Cneoglossa (лат.) — род насекомых из отряда жесткокрылых, единственный в составе семейства Cneoglossidae. Включает 10 видов.

## Распространение
Неотропика: от Мексики до Бразилии.

## Описание
Мелкие жуки длиной 3-6 мм. Усики 11-члениковые.

## Систематика
Род Cneoglossa обычно помещали в семейство Ptilodactylidae (или в Dascillidae), но Рой Кроусон (Crowson, 1972) придал ему статус самостоятельного семейства в составе надсемейства Cantharoidea, а Brown (1981) включил его в список родов семейства Psephenidae. В кладограмме основанной на морфологии личинок и имаго (Costa et al. 1999), Cneoglossidae формируют сестринскую группу к Psephenidae и вместе с ними близкую к Ptilodactylidae + Chelonariidae.
- Cneoglossa brasiliensis Wittmer, 1948
- Cneoglossa brevis Champion, 1897
- Cneoglossa collaris Guérin-Méneville, 1849
- Cneoglossa edsoni Costa, Vanin & Ide, 1999
- Cneoglossa elongata Pic, 1916
- Cneoglossa gournellei Pic, 1916
- Cneoglossa lampyroides Champion, 1897
- Cneoglossa longipennis Pic, 1915
- Cneoglossa peruviana Pic, 1916
- Cneoglossa rufifrons Pic, 1916